# Сезар (кинопремия)
«Сеза́р» (фр. César) — национальная кинопремия Франции. Вручается Академией искусств и технологий кинематографа ежегодно, начиная с 1976 года.

## Общая информация
Название премия получила в честь французского скульптора Сезара Бальдаччини.
Церемония вручения наград проходит ежегодно в конце февраля или начале марта в зале «Плейель» в Париже (в 2002—2016 годах проходила в парижском театре «Шатле»).
Наибольшее число премий «Сезар» (по 10) получали 2 фильма в истории — «Последнее метро» (1980) режиссёра Франсуа Трюффо и «Сирано де Бержерак» (1990) режиссёра Жан-Поля Раппно. Интересно, что в обоих фильмах главную роль исполнил Жерар Депардьё. Депардьё получал «Сезар» за главную мужскую роль только два раза именно за эти фильмы, хотя номинировался за свою карьеру 16 раз. 8 премий получил фильм 2005 года «Моё сердце биться перестало» режиссёра Жака Одиара.
Рекордные 14 номинаций (из которых получены 7) было у фильма «Камилла Клодель» (1988) режиссёра Брюно Нюиттена; в этом фильме также сыграл Депардьё. В 2025 году в 14 категориях выдвинут фильм Матье Делапорта и Александра де Ла Пательера «Граф Монте-Кристо».
Среди актёров чаще других премию получала Изабель Аджани, которая признавалась лучшей актрисой 5 раз (1982, 1984, 1989, 1995, 2010).

## История
В 1974 году Жорж Кравенн предложил Академии кинематографических искусств и техники идею создания французской кинопремии наподобие американского «Оскара».
3 апреля 1976 года на первой церемонии вручения премии «Сезар» президентом был Жан Габен.

## Номинации
- Лучший фильм — с 1976

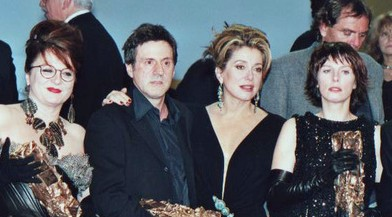
Слева направо: Жозиан Баласко, Даниэль Отёй, Катрин Денёв и Карин Виар на церемонии вручения премий «Сезар» в 2000 году

- Лучшая режиссёрская работа — с 1976
- Лучший актёр — с 1976
- Лучшая актриса — с 1976
- Лучший актёр второго плана — с 1976
- Лучшая актриса второго плана — с 1976
- Многообещающий актёр — с 1983
- Многообещающая актриса — с 1983
- Премии «Сезар» за лучший сценарий
  - Лучший адаптированный или оригинальный сценарий — с 1976 по 2006
  - Лучший сценарий — с 2006
  - Лучший адаптированный сценарий — с 2006
- Лучшие декорации — с 1976
- Лучшие костюмы — с 1985
- Лучшая операторская работа — с 1976
- Лучший монтаж — с 1976
- Лучший звук — с 1976
- Лучшая музыка к фильму — с 1976
- Лучшая дебютная работа — с 1982
- Лучший анимационный фильм — с 2011
- Лучший документальный фильм — с 2007
- Лучший иностранный фильм — с 1976
  - Лучший фильм из Европейского Союза — с 2003 по 2005
- Премии «Сезар» за лучший короткометражный фильм
  - Лучший короткометражный игровой фильм — с 1977 по 2004
  - Лучший короткометражный документальный фильм — с 1977 по 1991
  - Лучший короткометражный анимационный фильм — с 1977 по 1990
  - Лучший короткометражный фильм — с 1992
- Лучший постер — с 1986 по 1990
- Лучший режиссёр рекламы — с 1985 по 1986

Специальные премии:
- Почётный «Сезар» — с 1976

## Церемонии
| Церемония | Дата            | Место проведения         | Президент                   | Ведущий(-е)                       | Лучший фильм                    | Телеканал |
| --------- | --------------- | ------------------------ | --------------------------- | --------------------------------- | ------------------------------- | --------- |
| 1-я       | 3 апреля 1976   | Дворец Конгрессов        | Жан Габен                   | Пьер Черния                       | Старое ружьё                    | France 2  |
| 2-я       | 19 февраля 1977 | Концертный зал «Плейель» | Лино Вентура                | Пьер Черния                       | Месьё Кляйн                     | France 2  |
| 3-я       | 4 февраля 1978  | Концертный зал «Плейель» | Жанна Моро                  | Пьер Черния                       | Провидение                      | France 2  |
| 4-я       | 3 февраля 1979  | Концертный зал «Плейель» | Шарль Ванель                | Пьер Черния                       | Чужие деньги                    | France 2  |
| 5-я       | 2 февраля 1980  | Концертный зал «Плейель» | Жан Маре                    | Пьер Черния                       | Тэсс                            | France 2  |
| 6-я       | 31 января 1981  | Дворец Конгрессов        | Ив Монтан                   | Пьер Черния                       | Последнее метро                 | France 2  |
| 7-я       | 27 февраля 1982 | Концертный зал «Плейель» | Орсон Уэллс                 | Жак Мартин и Пьер Черния          | Борьба за огонь                 | France 2  |
| 8-я       | 26 февраля 1983 | Гран-Рекс                | Катрин Денёв                | Жан-Клод Бриали                   | Осведомитель                    | France 2  |
| 9-я       | 3 марта 1984    | Имперский театр          | Джин Келли                  |                                   | За нашу любовь, Бал             | France 2  |
| 10-я      | 3 февраля 1985  | Имперский театр          | Симона Синьоре              | Откройте, полиция!                |                                 | France 2  |
| 11-я      | 22 февраля 1986 | Дворец Конгрессов        | Мадлен Рено и Жан-Луи Барро | Мишель Дрюкер                     | Трое мужчин и младенец в люльке | France 2  |
| 12-я      | 7 марта 1987    | Дворец Конгрессов        | Шон Коннери                 |                                   | Тереза                          | France 2  |
| 13-я      | 12 марта 1988   | Дворец Конгрессов        | Милош Форман                | Мишель Дрюкер и Джейн Биркин      | До свидания, дети               | France 2  |
| 14-я      | 4 марта 1989    | Имперский театр          | Питер Устинов               |                                   | Камилла Клодель                 | France 2  |
| 15-я      | 4 марта 1990    | Театр Елисейских Полей   | Кирк Дуглас                 | Ева Руджери                       | Слишком красива для тебя        | France 2  |
| 16-я      | 9 марта 1991    | Театр Елисейских Полей   | Софи Лорен                  | Ришар Боренже                     | Сирано де Бержерак              | France 2  |
| 17-я      | 22 февраля 1992 | Дворец Конгрессов        | Мишель Морган               | Фредерик Миттеран                 | Все утра мира                   | France 2  |
| 18-я      | 8 марта 1993    | Театр Елисейских Полей   | Марчелло Мастроянни         | Фредерик Миттеран                 | Дикие ночи                      | France 2  |
| 19-я      | 26 февраля 1994 | Театр Елисейских Полей   | Жерар Депардьё              | Фабрис Лукини и Клементин Селарье | Курить/Не курить                | Canal+    |
| 20-я      | 25 февраля 1995 | Дворец Конгрессов        | Ален Делон                  |                                   | Дикий тростник                  | Canal+    |
| 21-я      | 3 февраля 1996  | Театр Елисейских Полей   | Филипп Нуаре                | Антуан де Кон                     | Ненависть                       | Canal+    |
| 22-я      | 8 февраля 1997  | Театр Елисейских Полей   | Анни Жирардо                | Антуан де Кон                     | Насмешка                        | Canal+    |
| 23-я      | 28 февраля 1998 | Театр Елисейских Полей   | Жюльет Бинош                | Антуан де Кон                     | Известные старые песни          | Canal+    |
| 24-я      | 6 марта 1999    | Театр Елисейских Полей   | Изабель Юппер               | Антуан де Кон                     | Воображаемая жизнь ангелов      | Canal+    |
| 25-я      | 19 февраля 2000 | Театр Елисейских Полей   | Ален Делон                  | Ален Шаба                         | Салон красоты «Венера»          | Canal+    |
| 26-я      | 24 февраля 2001 | Театр Елисейских Полей   | Даниэль Отёй                | Эдуар Бер                         | На чужой вкус                   | Canal+    |
| 27-я      | 2 марта 2002    | Театр Шатле              | Натали Бай                  | Эдуар Бер                         | Амели                           | Canal+    |
| 28-я      | 22 февраля 2003 | Театр Шатле              | —                           | Жеральдин Пелас                   | Пианист                         | Canal+    |
| 29-я      | 21 февраля 2004 | Театр Шатле              | Фанни Ардан                 | Гад Эльмалех                      | Нашествие варваров              | Canal+    |
| 30-я      | 26 февраля 2005 | Театр Шатле              | Изабель Аджани              | Гад Эльмалех                      | Увёртка                         | Canal+    |
| 31-я      | 25 февраля 2006 | Театр Шатле              | Кароль Буке                 | Валери Лемерсье                   | Моё сердце биться перестало     | Canal+    |
| 32-я      | 24 февраля 2007 | Театр Шатле              | Клод Брассёр                | Валери Лемерсье                   | Леди Чаттерлей                  | Canal+    |
| 33-я      | 22 февраля 2008 | Театр Шатле              | Жан Рошфор                  | Антуан де Кон                     | Кус-кус и барабулька            | Canal+    |
| 34-я      | 27 февраля 2009 | Театр Шатле              | Шарлотта Генсбур            | Антуан де Кон                     | Серафина из Санлиса             | Canal+    |
| 35-я      | 27 февраля 2010 | Театр Шатле              | Марион Котийяр              | Валери Лемерсье и Гад Эльмалех    | Пророк                          | Canal+    |
| 36-я      | 25 февраля 2011 | Театр Шатле              | Джоди Фостер                | Антуан де Кон                     | Люди и боги                     | Canal+    |
| 37-я      | 24 февраля 2012 | Театр Шатле              | Гийом Кане                  | Антуан де Кон                     | Артист                          | Canal+    |
| 38-я      | 22 февраля 2013 | Театр Шатле              | Жамель Деббуз               | Антуан де Кон                     | Любовь                          | Canal+    |
| 39-я      | 28 февраля 2014 | Театр Шатле              | Сесиль де Франс             | Франсуа Клюзе                     | Мальчики, Гийом, к столу!       | Canal+    |
| 40-я      | 20 февраля 2015 | Театр Шатле              | Данни Бун                   | Эдуар Бер                         | Тимбукту                        | Canal+    |
| 41-я      | 26 февраля 2016 | Театр Шатле              | Клод Лелуш                  | Флоренс Форести                   | Фатима                          | Canal+    |
| 42-я      | 24 февраля 2017 | концертный зал «Плейель» | —                           | Жером Командёр                    | Она                             | Canal+    |
| 43-я      | 2 марта 2018    | концертный зал «Плейель» | Ванесса Паради              | Маню Пайе                         | 120 ударов в минуту             | Canal+    |
| 44-я      | 22 февраля 2019 | концертный зал «Плейель» | Кристин Скотт Томас         | Кад Мерад                         | Опека                           | Canal+    |
| 45-я      | 28 февраля 2020 | концертный зал «Плейель» | Сандрин Киберлен            | Флоренс Форести                   | Отверженные                     | Canal+    |